# Ścieżka edukacyjna Marii Skłodowskiej-Curie w Warszawie

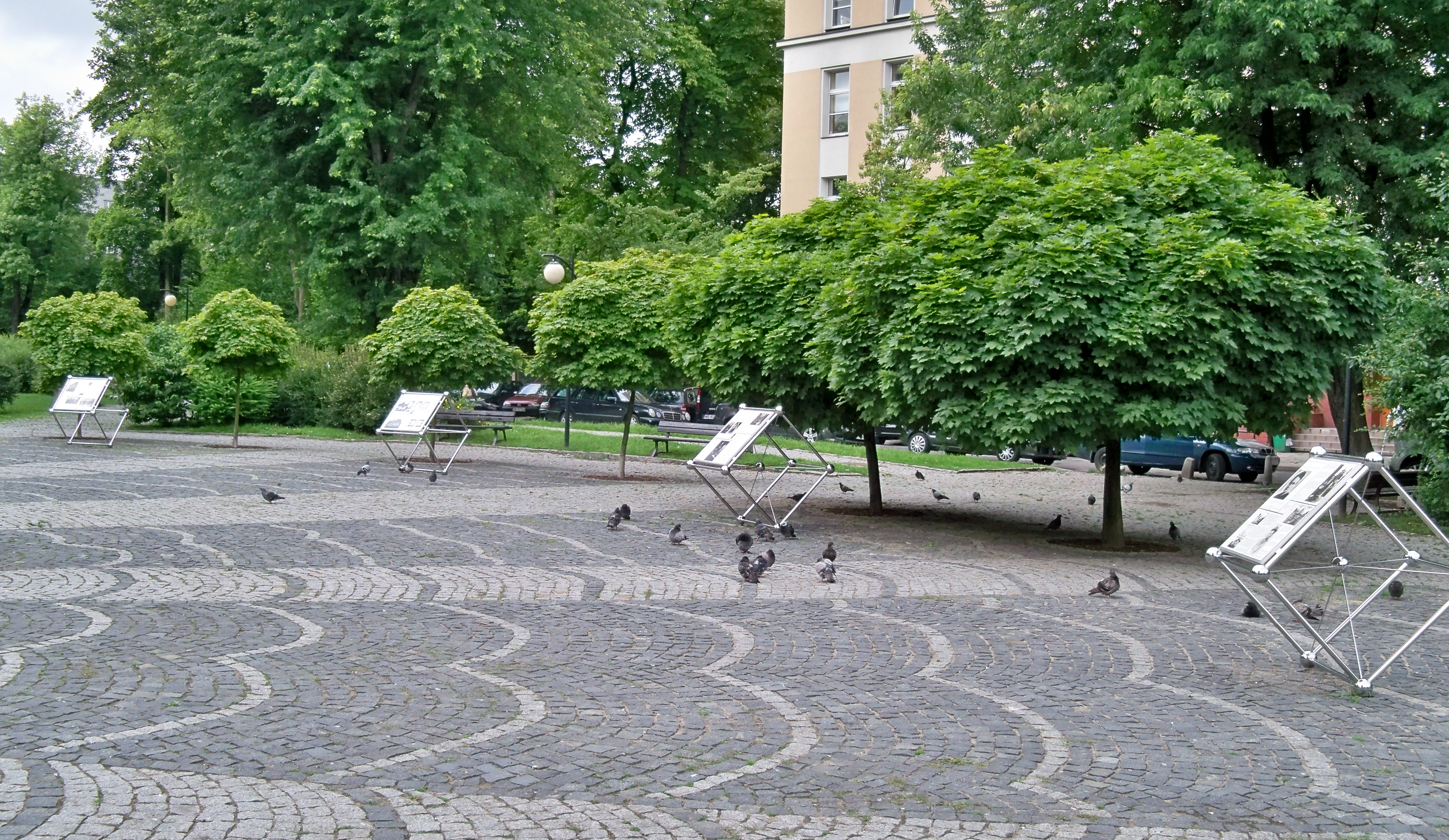
Ścieżka edukacyjna Marii Skłodowskiej-Curie w Warszawie

Ścieżka edukacyjna Marii Skłodowskiej-Curie w Warszawie – ścieżka dydaktyczna otwarta 26 maja 2011 roku w parku u zbiegu ulicy Wawelskiej i ulicy Marii Skłodowskiej-Curie.

## Wygląd
Ścieżka składa się z pięciu tablic z informacjami o życiu chemiczki, tzw. atomów, które początkowo otaczały półkoliście pomnik w parku. Dodatkowymi elementami układu obiektów związanych z Marią Skłodowską-Curie znajdujących się w okolicy parku jej imienia są: tablica informacyjnej przy wejściu do parku im. Marii Skłodowskiej-Curie od ulicy Wawelskiej, pomnik chemiczki (autorka – Ludwika Nitschowa), Centrum Onkologii – Instytut im. Marii Skłodowskiej-Curie w Warszawie, a w nim miejsca związane z siostrami Skłodowskimi – Bronisławą Dłuską i Marią Curie: sala edukacyjna im. dr Bronisławy Dłuskiej/Izba Pamięci Marii Skłodowskiej-Curie, siedziba Towarzystwa Marii Skłodowskiej-Curie w Hołdzie (w dawnym mieszkaniu służbowym Bronisławy Dłuskiej) oraz ogród Instytutu wraz z drzewem posadzonym przez noblistkę, mającym od 2012 r. status pomnika przyrody i nazwę „Maria” i przeniesioną ścieżką. W sali edukacyjnej odbywają się pokazy filmów związanych z Marią Skłodowską-Curie i promieniotwórczością. Wstęp do ogrodu jest ograniczony.

## Historia
Otwarcie ścieżki związane było z ogłoszeniem roku 2011 rokiem Marii Skłodowskiej-Curie. 
Podczas otwarcia zorganizowano piknik naukowy: „Setna rocznica Nagrody Nobla dla Marii Skłodowskiej-Curie. Międzynarodowy rok chemii”. Współorganizowany przez dzielnicę Ochota, Towarzystwo Marii Skłodowskiej-Curie w Hołdzie, Wydziały Chemii i Fizyki Uniwersytetu Warszawskiego; Wydziały Chemiczny i Fizyki Politechniki Warszawskiej, Instytut Chemii i Techniki Jądrowej, Środowiskowe Laboratorium Ciężkich Jonów Uniwersytetu Warszawskiego, Instytut Problemów Jądrowych im. Andrzeja Sołtana, Centralne Laboratorium Ochrony Radiologicznej. Na otwarciu obecni byli: Hanna Gronkiewicz-Waltz, profesor Andrzej Kułakowski (prezes Towarzystwa Marii Skłodowskiej – Curie w Hołdzie), profesor Maciej Krzakowski (dyrektor Centrum Onkologii). 
Rok później, ze względu na częste wandalizmy, „atomy” ścieżki zostały przeniesione z powszechnie dostępnej części parku do ogrodu Centrum Onkologii.